# Tour du Colorado 2013
La 3e édition du Tour du Colorado (ou USA Pro Cycling Challenge) a lieu du 19 au 25 août 2013. Cette épreuve cycliste fait partie de l'UCI America Tour 2013.

## Présentation

### Parcours
L'épreuve emprunte les plus grandes villes du Colorado. Elle compte 7 étapes dont un contre-la-montre lors de la 5e étape.

### Équipes
Classé en catégorie 2.HC de l'UCI America Tour, le Tour du Colorado est par conséquent ouvert aux UCI ProTeams dans la limite de 50 % des équipes participantes, aux équipes continentales professionnelles, aux équipes continentales et à des équipes nationales.
16 équipes participent à ce Tour du Colorado : 7 ProTeams, 4 équipes continentales professionnelles et 5 équipes continentales :
| ProTeams - Argos-Shimano - BMC Racing - Cannondale - Garmin-Sharp - RadioShack-Leopard - Saxo-Tinkoff - Sky | UCI continentales professionnelles - Champion System - Colombia - Novo Nordisk - UnitedHealthcare | UCI continentales - Bissell - Bontrager - Jamis-Hagens Berman - Jelly Belly-Kenda - Optum-Kelly Benefit Strategies |

## Étapes
| Étape     | Date    | Villes étapes                    | Type | Distance (km) | Vainqueur d’étape  | Leader du classement général |
| --------- | ------- | -------------------------------- | ---- | ------------- | ------------------ | ---------------------------- |
| 1re étape | 19 août | Aspen - Aspen                    |      | 97.6          | Peter Sagan        | Peter Sagan                  |
| 2e étape  | 20 août | Aspen - Breckenridge             |      | 202,9         | Mathias Frank      | Lachlan Morton               |
| 3e étape  | 21 août | Breckenridge - Steamboat Springs |      | 170,4         | Peter Sagan        | Lachlan Morton               |
| 4e étape  | 22 août | Steamboat Springs - Beaver Creek |      | 165,6         | Janier Acevedo     | Tejay van Garderen           |
| 5e étape  | 23 août | Vail - Vail                      |      | 16 (clm)      | Tejay van Garderen | Tejay van Garderen           |
| 6e étape  | 24 août | Loveland - Fort Collins          |      | 185,4         | Peter Sagan        | Tejay van Garderen           |
| 7e étape  | 25 août | Denver - Denver                  |      | 116,5         | Peter Sagan        | Tejay van Garderen           |

## Récit de la course

### 1reétape
19 août 2013 — Aspen – Aspen, 97,6 km
Le parcours de la première étape consiste en trois tours d'un circuit de 32,3 km. Le départ et l'arrivée sont situés à Aspen,
|    | Coureur            | Pays       | Équipe             | Temps          |
| -- | ------------------ | ---------- | ------------------ | -------------- |
| 1  | Peter Sagan        | Slovaquie  | Cannondale         | 2h 26 min 00 s |
| 2  | Greg Van Avermaet  | Belgique   | BMC Racing         | m.t.           |
| 3  | Kiel Reijnen       | États-Unis | UnitedHealthcare   | m.t.           |
| 4  | Tony Gallopin      | France     | RadioShack-Leopard | m.t.           |
| 5  | Tejay van Garderen | États-Unis | BMC Racing         | m.t.           |
| 6  | Damiano Caruso     | Italie     | Cannondale         | m.t.           |
| 7  | Rory Sutherland    | Australie  | Saxo-Tinkoff       | m.t.           |
| 8  | Lucas Euser        | États-Unis | UnitedHealthcare   | m.t.           |
| 9  | Tom Danielson      | États-Unis | Garmin-Sharp       | m.t.           |
| 10 | Chris Baldwin      | États-Unis | Bissell            | m.t.           |

|    | Coureur            | Pays       | Équipe             | Temps          |
| -- | ------------------ | ---------- | ------------------ | -------------- |
| 1  | Peter Sagan        | Slovaquie  | Cannondale         | 2h 26 min 00 s |
| 2  | Greg Van Avermaet  | Belgique   | BMC Racing         | m.t.           |
| 3  | Kiel Reijnen       | États-Unis | UnitedHealthcare   | m.t.           |
| 4  | Tony Gallopin      | France     | RadioShack-Leopard | m.t.           |
| 5  | Tejay van Garderen | États-Unis | BMC Racing         | m.t.           |
| 6  | Damiano Caruso     | Italie     | Cannondale         | m.t.           |
| 7  | Rory Sutherland    | Australie  | Saxo-Tinkoff       | m.t.           |
| 8  | Lucas Euser        | États-Unis | UnitedHealthcare   | m.t.           |
| 9  | Tom Danielson      | États-Unis | Garmin-Sharp       | m.t.           |
| 10 | Chris Baldwin      | États-Unis | Bissell            | m.t.           |

### 2eétape
20 août 2013 — Aspen – Breckenridge, 202,9 km
|    | Coureur            | Pays             | Équipe             | Temps          |
| -- | ------------------ | ---------------- | ------------------ | -------------- |
| 1  | Mathias Frank      | Suisse           | BMC Racing         | 5h 05 min 19 s |
| 2  | Lachlan Morton     | Australie        | Garmin-Sharp       | + 03 s         |
| 3  | Peter Sagan        | Slovaquie        | Cannondale         | + 14 s         |
| 4  | Tejay van Garderen | États-Unis       | BMC Racing         | + 14 s         |
| 5  | Lawson Craddock    | États-Unis       | Bontrager          | + 21 s         |
| 6  | Tom Danielson      | États-Unis       | Garmin-Sharp       | + 32 s         |
| 7  | Darwin Atapuma     | Colombie         | Colombia           | + 33 s         |
| 8  | Damiano Caruso     | Italie           | Cannondale         | + 44 s         |
| 9  | Michael Schär      | Suisse           | BMC Racing         | + 44 s         |
| 10 | George Bennett     | Nouvelle-Zélande | RadioShack-Leopard | + 44 s         |

|    | Coureur            | Pays       | Équipe          | Temps           |
| -- | ------------------ | ---------- | --------------- | --------------- |
| 1  | Lachlan Morton     | Australie  | Garmin-Sharp    | 7 h 31 min 22 s |
| 2  | Mathias Frank      | Suisse     | BMC Racing      | + 02 s          |
| 3  | Peter Sagan        | Slovaquie  | Cannondale      | + 11 s          |
| 4  | Tejay van Garderen | États-Unis | BMC Racing      | + 11 s          |
| 5  | Lawson Craddock    | États-Unis | Bontrager       | + 18 s          |
| 6  | Tom Danielson      | États-Unis | Garmin-Sharp    | + 29 s          |
| 7  | Darwin Atapuma     | Colombie   | Colombia        | + 35 s          |
| 8  | Damiano Caruso     | Italie     | Cannondale      | + 41 s          |
| 9  | Chris Baldwin      | États-Unis | Bissell         | + 41 s          |
| 10 | Gregory Brenes     | Costa Rica | Champion System | + 41 s          |

### 3eétape
21 août 2013 — Breckenridge - Steamboat Springs, 171 km
|    | Coureur            | Pays       | Équipe             | Temps           |
| -- | ------------------ | ---------- | ------------------ | --------------- |
| 1  | Peter Sagan        | Slovaquie  | Cannondale         | 4 h 04 min 18 s |
| 2  | Luka Mezgec        | Slovénie   | Argos-Shimano      | m.t.            |
| 3  | Ryan Anderson      | Canada     | Cannondale         | m.t.            |
| 4  | Greg Van Avermaet  | Belgique   | BMC Racing         | m.t.            |
| 5  | Alessandro Bazzana | Italie     | UnitedHealthcare   | m.t.            |
| 6  | Edwin Ávila        | Colombie   | Colombia           | m.t.            |
| 7  | Martijn Verschoor  | Pays-Bas   | Novo Nordisk       | m.t.            |
| 8  | Tony Gallopin      | France     | RadioShack-Leopard | m.t.            |
| 9  | Tanner Putt        | États-Unis | Bontrager          | m.t.            |
| 10 | Damiano Caruso     | Italie     | Cannondale         | m.t.            |

|    | Coureur            | Pays       | Équipe             | Temps            |
| -- | ------------------ | ---------- | ------------------ | ---------------- |
| 1  | Lachlan Morton     | Australie  | Garmin-Sharp       | 11 h 35 min 40 s |
| 2  | Mathias Frank      | Suisse     | BMC Racing         | + 02 s           |
| 3  | Peter Sagan        | Slovaquie  | Cannondale         | + 11 s           |
| 4  | Tejay van Garderen | États-Unis | BMC Racing         | + 11 s           |
| 5  | Lawson Craddock    | États-Unis | Bontrager          | + 18 s           |
| 6  | Tom Danielson      | États-Unis | Garmin-Sharp       | + 29 s           |
| 7  | Darwin Atapuma     | Colombie   | Colombia           | + 35 s           |
| 8  | Damiano Caruso     | Italie     | Cannondale         | + 41 s           |
| 9  | Greg Van Avermaet  | Belgique   | BMC Racing         | + 41 s           |
| 10 | Tony Gallopin      | France     | RadioShack-Leopard | + 41 s           |

### 4eétape
22 août 2013 — Steamboat Springs - Beaver Creek, 166 km
|    | Coureur            | Pays        | Équipe              | Temps           |
| -- | ------------------ | ----------- | ------------------- | --------------- |
| 1  | Janier Acevedo     | Colombie    | Jamis-Hagens Berman | 4 h 09 min 08 s |
| 2  | Tejay van Garderen | États-Unis  | BMC Racing          | m.t.            |
| 3  | Mathias Frank      | Suisse      | BMC Racing          | + 13 s          |
| 4  | Tom Danielson      | États-Unis  | Garmin-Sharp        | + 22 s          |
| 5  | Gregory Brenes     | Costa Rica  | Champion System     | + 1 min 07 s    |
| 6  | Damiano Caruso     | Italie      | Cannondale          | + 1 min 28 s    |
| 7  | Joshua Edmondson   | Royaume-Uni | Sky                 | + 1 min 28 s    |
| 8  | Lachlan Morton     | Australie   | Garmin-Sharp        | + 1 min 28 s    |
| 9  | Michael Schär      | Suisse      | BMC Racing          | + 1 min 28 s    |
| 10 | Darwin Atapuma     | Colombie    | Colombia            | + 1 min 28 s    |

|    | Coureur            | Pays       | Équipe              | Temps            |
| -- | ------------------ | ---------- | ------------------- | ---------------- |
| 1  | Tejay van Garderen | États-Unis | BMC Racing          | 15 h 49 min 59 s |
| 2  | Mathias Frank      | Suisse     | BMC Racing          | + 04 s           |
| 3  | Janier Acevedo     | Colombie   | Jamis-Hagens Berman | + 30 s           |
| 4  | Tom Danielson      | États-Unis | Garmin-Sharp        | + 40 s           |
| 5  | Lachlan Morton     | Australie  | Garmin-Sharp        | + 1 min 17 s     |
| 6  | Gregory Brenes     | Costa Rica | Champion System     | + 1 min 37 s     |
| 7  | Darwin Atapuma     | Colombie   | Colombia            | + 1 min 52 s     |
| 8  | Damiano Caruso     | Italie     | Cannondale          | + 1 min 58 s     |
| 9  | Rory Sutherland    | Australie  | Saxo-Tinkoff        | + 1 min 58 s     |
| 10 | Lucas Euser        | États-Unis | UnitedHealthcare    | + 1 min 58 s     |

### 5eétape
23 août 2013 — Vail – Vail, 16 km
|    | Coureur               | Pays        | Équipe        | Temps        |
| -- | --------------------- | ----------- | ------------- | ------------ |
| 1  | Tejay van Garderen    | États-Unis  | BMC Racing    | 25 min 01 s  |
| 2  | Andrew Talansky       | États-Unis  | Garmin-Sharp  | + 04 s       |
| 3  | Tom Danielson         | États-Unis  | Garmin-Sharp  | + 1 min 02 s |
| 4  | Steve Cummings        | Royaume-Uni | BMC Racing    | + 1 min 04 s |
| 5  | Lawrence Warbasse     | États-Unis  | BMC Racing    | + 1 min 12 s |
| 6  | Tobias Ludvigsson     | Suède       | Argos-Shimano | + 1 min 16 s |
| 7  | Kanstantsin Sivtsov   | Biélorussie | Sky           | + 1 min 16 s |
| 8  | Lachlan Morton        | Australie   | Garmin-Sharp  | + 1 min 17 s |
| 9  | Christian Vande Velde | États-Unis  | Garmin-Sharp  | + 1 min 24 s |
| 10 | Mathias Frank         | Suisse      | BMC Racing    | + 1 min 26 s |

|    | Coureur            | Pays             | Équipe              | Temps            |
| -- | ------------------ | ---------------- | ------------------- | ---------------- |
| 1  | Tejay van Garderen | États-Unis       | BMC Racing          | 16 h 10 min 00 s |
| 2  | Mathias Frank      | Suisse           | BMC Racing          | + 1 min 30 s     |
| 3  | Tom Danielson      | États-Unis       | Garmin-Sharp        | + 1 min 42 s     |
| 4  | Janier Acevedo     | Colombie         | Jamis-Hagens Berman | + 2 min 10 s     |
| 5  | Lachlan Morton     | Australie        | Garmin-Sharp        | + 2 min 34 s     |
| 6  | Gregory Brenes     | Costa Rica       | Champion System     | + 3 min 35 s     |
| 7  | Lawson Craddock    | États-Unis       | Bontrager           | + 3 min 42 s     |
| 8  | George Bennett     | Nouvelle-Zélande | RadioShack-Leopard  | + 3 min 58 s     |
| 9  | Rory Sutherland    | Australie        | Saxo-Tinkoff        | + 4 min 11 s     |
| 10 | Philip Deignan     | Irlande          | UnitedHealthcare    | + 4 min 12 s     |

### 6eétape
24 août 2013 — Loveland - Fort Collins, 188,6 km
|    | Coureur            | Pays       | Équipe           | Temps           |
| -- | ------------------ | ---------- | ---------------- | --------------- |
| 1  | Peter Sagan        | Slovaquie  | Cannondale       | 4 h 01 min 33 s |
| 2  | Luka Mezgec        | Slovénie   | Argos-Shimano    | m.t.            |
| 3  | Greg Van Avermaet  | Belgique   | BMC Racing       | m.t.            |
| 4  | Edwin Ávila        | Colombie   | Colombia         | m.t.            |
| 5  | Alessandro Bazzana | Italie     | UnitedHealthcare | m.t.            |
| 6  | Andrea Peron       | Italie     | Novo Nordisk     | m.t.            |
| 7  | Rory Sutherland    | Australie  | Saxo-Tinkoff     | m.t.            |
| 8  | Fred Rodriguez     | États-Unis | Jelly Belly      | m.t.            |
| 9  | Michael Olsson     | Suède      | Argos-Shimano    | m.t.            |
| 10 | Robinson Chalapud  | Colombie   | Colombia         | m.t.            |

|    | Coureur            | Pays             | Équipe              | Temps           |
| -- | ------------------ | ---------------- | ------------------- | --------------- |
| 1  | Tejay van Garderen | États-Unis       | BMC Racing          | 20h 11 min 33 s |
| 2  | Mathias Frank      | Suisse           | BMC Racing          | + 1 min 30 s    |
| 3  | Tom Danielson      | États-Unis       | Garmin-Sharp        | + 1 min 42 s    |
| 4  | Janier Acevedo     | Colombie         | Jamis-Hagens Berman | + 2 min 10 s    |
| 5  | Lachlan Morton     | Australie        | Garmin-Sharp        | + 2 min 34 s    |
| 6  | Gregory Brenes     | Costa Rica       | Champion System     | + 3 min 25 s    |
| 7  | Lawson Craddock    | États-Unis       | Bontrager           | + 3 min 42 s    |
| 8  | George Bennett     | Nouvelle-Zélande | RadioShack-Leopard  | + 3 min 58 s    |
| 9  | Rory Sutherland    | Australie        | Saxo-Tinkoff        | + 4 min 11 s    |
| 10 | Philip Deignan     | Irlande          | UnitedHealthcare    | + 4 min 12 s    |

### 7eétape
25 août 2013 — Denver – Denver, 75,8 km
|    | Coureur            | Pays       | Équipe                         | Temps           |
| -- | ------------------ | ---------- | ------------------------------ | --------------- |
| 1  | Peter Sagan        | Slovaquie  | Cannondale                     | 2 h 27 min 15 s |
| 2  | Ryan Anderson      | Canada     | Optum-Kelly Benefit Strategies | m.t.            |
| 3  | Alessandro Bazzana | Italie     | UnitedHealthcare               | m.t.            |
| 4  | Luka Mezgec        | Slovénie   | Argos-Shimano                  | m.t.            |
| 5  | Greg Van Avermaet  | Belgique   | BMC Racing                     | m.t.            |
| 6  | Edwin Ávila        | Colombie   | Colombia                       | m.t.            |
| 7  | Tanner Putt        | États-Unis | Bontrager                      | m.t.            |
| 8  | Andrea Peron       | Italie     | Novo Nordisk                   | m.t.            |
| 9  | Philip Deignan     | Irlande    | UnitedHealthcare               | m.t.            |
| 10 | Michael Schär      | Suisse     | BMC Racing                     | m.t.            |

|    | Coureur            | Pays             | Équipe              | Temps            |
| -- | ------------------ | ---------------- | ------------------- | ---------------- |
| 1  | Tejay van Garderen | États-Unis       | BMC Racing          | 22 h 38 min 48 s |
| 2  | Mathias Frank      | Suisse           | BMC Racing          | + 1 min 30 s     |
| 3  | Tom Danielson      | États-Unis       | Garmin-Sharp        | + 1 min 42 s     |
| 4  | Janier Acevedo     | Colombie         | Jamis-Hagens Berman | + 2 min 10 s     |
| 5  | Lachlan Morton     | Australie        | Garmin-Sharp        | + 2 min 34 s     |
| 6  | Gregory Brenes     | Costa Rica       | Champion System     | + 3 min 25 s     |
| 7  | Lawson Craddock    | États-Unis       | Bontrager           | + 3 min 42 s     |
| 8  | George Bennett     | Nouvelle-Zélande | RadioShack-Leopard  | + 3 min 58 s     |
| 9  | Rory Sutherland    | Australie        | Saxo-Tinkoff        | + 4 min 11 s     |
| 10 | Philip Deignan     | Irlande          | UnitedHealthcare    | + 4 min 12 s     |

## Classements finals

### Classement général
|    | Cycliste           | Pays             | Équipe              | Temps            |
| -- | ------------------ | ---------------- | ------------------- | ---------------- |
| 1  | Tejay van Garderen | États-Unis       | BMC Racing          | 22 h 38 min 48 s |
| 2  | Mathias Frank      | Suisse           | BMC Racing          | + 1 min 30 s     |
| 3  | Tom Danielson      | États-Unis       | Garmin-Sharp        | + 1 min 42 s     |
| 4  | Janier Acevedo     | Colombie         | Jamis-Hagens Berman | + 2 min 10 s     |
| 5  | Lachlan Morton     | Australie        | Garmin-Sharp        | + 2 min 34 s     |
| 6  | Gregory Brenes     | Costa Rica       | Champion System     | + 3 min 25 s     |
| 7  | Lawson Craddock    | États-Unis       | Bontrager           | + 3 min 42 s     |
| 8  | George Bennett     | Nouvelle-Zélande | RadioShack-Leopard  | + 3 min 58 s     |
| 9  | Rory Sutherland    | Australie        | Saxo-Tinkoff        | + 4 min 11 s     |
| 10 | Philip Deignan     | Irlande          | UnitedHealthcare    | + 4 min 12 s     |

### Classements annexes
|   | Cycliste           | Pays      | Équipe                         | Points |
| - | ------------------ | --------- | ------------------------------ | ------ |
| 1 | Peter Sagan        | Slovaquie | Cannondale                     | 70     |
| 2 | Greg Van Avermaet  | Belgique  | BMC Racing                     | 40     |
| 3 | Luka Mezgec        | Slovénie  | Argos-Shimano                  | 31     |
| 4 | Alessandro Bazzana | Italie    | UnitedHealthcare               | 22     |
| 5 | Ryan Anderson      | Canada    | Optum-Kelly Benefit Strategies | 22     |

|   | Cycliste           | Pays       | Équipe              | Points |
| - | ------------------ | ---------- | ------------------- | ------ |
| 1 | Matt Cooke         | États-Unis | Jamis-Hagens Berman | 46     |
| 2 | Mathias Frank      | Suisse     | BMC Racing          | 30     |
| 3 | Tyler Wren         | États-Unis | Jamis-Hagens Berman | 25     |
| 4 | Lachlan Morton     | Australie  | Garmin-Sharp        | 22     |
| 5 | Tejay van Garderen | États-Unis | BMC Racing          | 20     |

|   | Cycliste        | Pays             | Équipe             | Temps            |
| - | --------------- | ---------------- | ------------------ | ---------------- |
| 1 | Lachlan Morton  | Australie        | Garmin-Sharp       | 20 h 14 min 07 s |
| 3 | Lawson Craddock | États-Unis       | Bontrager          | + 1 min 08 s     |
| 2 | George Bennett  | Nouvelle-Zélande | RadioShack-Leopard | + 1 min 24 s     |
| 4 | Nathan Wilson   | États-Unis       | Bontrager          | + 2 min 26 s     |
| 5 | James Oram      | Nouvelle-Zélande | Bontrager          | + 3 min 11 s     |

|   | Équipe          | Temps           |
| - | --------------- | --------------- |
| 1 | BMC Racing      | 60h 38 min 57 s |
| 2 | Garmin-Sharp    | + 5 min 30 s    |
| 3 | Bontrager       | + 9 min 46 s    |
| 4 | Champion System | + 14 min 50 s   |
| 5 | Saxo-Tinkoff    | + 15 min 51 s   |